# Xiuhtecuhtli-Cozauhqui
Xiuhtecuhtli-Cozauhqui dans la mythologie aztèque, est le dieu du feu jaune. Selon quelques sources il est le fils de Xiuhtecuhtli et Xantico, ou de Xantico seule. Il a trois frères appelés Xiuhtecuhtli-Iztac, Xiuhtecuhtli-Tlatlauhqui, Xiuhtecuhtli-Xoxoauhqui, lesquels sont les autres personnifications du feu.